# Alexander Tielens
Alexander Godfried Gerardus Maria (Xander) Tielens (né en 1953) est astronome à l'observatoire de Leyde, aux Pays-Bas. En 2012 il reçoit la plus haute distinction scientifique néerlandaise, le Prix Spinoza.

## Biographie
La contribution de Tielens s'étend sur plusieurs domaines de l'astronomie, dont la physique du milieu interstellaire et l'astrochimie. Il est surtout connu pour son travail sur les molécules aromatiques (HAPs) dans l'espace et sur les zones de photodissociation.
Il est l'auteur de plus de 500 articles dans des journaux scientifiques, ainsi que d'un manuel de référence sur le milieu interstellaire.
Tielens est le responsable scientifique de l'instrument HIFI embarqué sur le télescope spatial Herschel. Il était précédemment le responsable scientifique de la NASA pour le Stratospheric Observatory for Infrared Astronomy.
Il est membre depuis 2012 de l'Académie royale néerlandaise des arts et des sciences.